# Andreas Korte
Andreas Korte (* 23. März 1989 in Simmerath) ist ein deutscher Fußballspieler.

## Karriere
Korte durchlief ab dem 13. Lebensjahr die Jugendabteilung von Alemannia Aachen und gehörte seit der Saison 2008/09 fest zum Kader der zweiten Mannschaft, die in der fünftklassigen NRW-Liga spielte. Hier eroberte sich Korte gleich in seinem ersten Jahr einen Stammplatz auf seiner angestammten Position als Linksverteidiger und erreichte mit dem Amateurteam den dritten Tabellenplatz, wodurch man knapp den Aufstieg in die Regionalliga West verpasste. In der Spielzeit 2010/11 war Andreas Korte sogar Kapitän der Mannschaft. Insgesamt konnte er in 89 Spielen vier Tore für die zweite Mannschaft erzielen. 
Ab Oktober 2010 trainierte Korte auch im Profikader der Alemannia mit und stand seitdem immer wieder im Aufgebot der ersten Mannschaft. Am 29. April 2011 machte der Linksverteidiger sein erstes Spiel in der zweithöchsten deutschen Spielklasse, als er im Heimspiel gegen Rot-Weiß Oberhausen in der 84. Minute für Zoltán Stieber eingewechselt wurde. Am 13. Mai 2011 erhielt Korte seinen Lizenzspielervertrag, gültig bis zum 30. Juni 2012, somit gehörte er auch in der Saison 2011/12 zum Kader der ersten Mannschaft. Er kam jedoch zu keinem weiteren Zweitligaeinsatz und wechselte im Sommer 2012 nach dem Abstieg der Alemannia in die 3. Liga zum KFC Uerdingen 05 in die Oberliga Niederrhein. Mit den Krefeldern wurde er mit über 20 Punkten Vorsprung Meister und stieg in die Regionalliga auf.